# Убилья, Себастьян
Себастьян Андрес Убилья Камбон (исп. Sebastián Andrés Ubilla Cambon; родился 9 августа 1990 года в Кильпуэ, Чили) — чилийский футболист, нападающий клуба «Сантьяго Уондерерс». Выступал за сборную Чили.

## Клубная карьера
Себастьян воспитанник футбольной академии «Сантьяго Уондерерс» в которую он пришёл в возрасте 13 лет. 22 июня 2008 года в матче против «ФК Артуро Фернандес Виаль» он дебютировал в основной команду. Постепенно начиная с сезона 2009 года Убилья начал привлекаться к играм за основной состав. В 2011 году он стал основным нападающим клуба, приняв участие в 31 матче чемпионата и забив 6 мячей. В сезоне Клаусуры 2012 Себастьян отличился 11 раз в 15 матчах.
Летом 2012 года Убилья подписал контракт с сильнейшим клубом чемпионата Чили, командой «Универсидад де Чили». 17 июля в матче против «Ла Серены» он дебютировал в новом клубе. 7 октября в поединке против «Антофагасты» Себастьян сделал дубль, забив свои первые мячи за команду. В первом сезоне Убилья выиграл чемпионат страны, сыграв 10 матчей и забив 4 мяча.
12 февраля 2013 года в матче второго этапа Кубка Либертадорес против венесуэльского «Депортиво Лара» Убилья забил два гола и помог своей команде победить. По итогам первого тура он был признан футболистом недели.

## Международная карьера
22 декабря 2011 года в товарищеском матче против сборной Парагвая Убилья дебютировал за сборную Чили, выйдя на замену в конце матча вместо Джуниора Фернандеса.

## Достижения
Командные
 Универсидад де Чили
- Чемпионат Чили по футболу — Апертура 2012